# Мострём, Маттиас
Маттиас Мострём (швед. Mattias Moström, род. 25 февраля 1983 года, Стокгольм, Швеция) — шведский футболист, полузащитник норвежского клуба «Молде». Выступал также за клубы «Кафе Опера» и «АИК», а также молодёжную сборную Швеции. Двукратный чемпион и обладатель кубка Норвегии.

## Клубная карьера
Родился 25 февраля 1983 года в городе Стокгольм. Воспитанник футбольной школы клуба АИК.
В профессиональном футболе дебютировал в 2001 году выступлениями за клуб «Кафе Опера», проведя там два сезона, и приняв участие в 47 матчах чемпионата. В 2004 году Маттиас вернулся в «АИК», где подписал контракт сроком на три года. Свой первый матч за AИK провёл против клуба Хальмстада в пятом туре чемпионата, и вскоре стал регулярно появляться в стартовом составе. Свой первый гол за «АИК» Мострём забил в матче против «Ландскроны» 23 мая 2004 года.
В январе 2007 года он подписал трёхлетний контракт с норвежским клубом «Мольде». С тех пор успел сыграть за эту команду 198 матчей в национальном чемпионате.

## Выступления за сборную
В 2004 году провёл четыре игры в составе молодёжной сборной Швеции.

## Титулы и достижения
- Чемпион Норвегии (3):

«Мольде»:  2011, 2012, 2014
- Обладатель Кубка Норвегии (2):

«Мольде»:  2013, 2014

## Статистика
| Сезон            | Клуб             | Чемпионат        | Лига  | Лига | Кубок | Кубок | Всего | Всего |
| Сезон            | Клуб             | Чемпионат        | Матчи | Голы | Матчи | Голы  | Матчи | Голы  |
| ---------------- | ---------------- | ---------------- | ----- | ---- | ----- | ----- | ----- | ----- |
| 2004             | АИК              | Allsvenskan      | 19    | 3    | 1     | 0     | 20    | 3     |
| 2005             | АИК              | Superettan       | 27    | 2    | 1     | 0     | 28    | 2     |
| 2006             | АИК              | Allsvenskan      | 19    | 0    | 1     | 0     | 20    | 0     |
| 2007             | Молде            | Adeccoligaen     | 17    | 1    | 0     | 0     | 17    | 1     |
| 2008             | Молде            | Tippeligaen      | 18    | 1    | 2     | 0     | 20    | 2     |
| 2009             | Молде            | Tippeligaen      | 26    | 2    | 6     | 2     | 32    | 4     |
| 2010             | Молде            | Tippeligaen      | 28    | 3    | 2     | 0     | 30    | 3     |
| 2011             | Молде            | Tippeligaen      | 27    | 3    | 4     | 3     | 31    | 6     |
| 2012             | Молде            | Tippeligaen      | 28    | 5    | 2     | 0     | 30    | 5     |
| 2013             | Молде            | Tippeligaen      | 26    | 3    | 5     | 0     | 31    | 3     |
| 2014             | Молде            | Tippeligaen      | 28    | 2    | 5     | 1     | 33    | 3     |
| Всего за карьеру | Всего за карьеру | Всего за карьеру | 263   | 25   | 29    | 6     | 292   | 31    |